# Прапор Республіки Комі
Пра́пор Респу́бліки Ко́мі є державним символом Республіки Комі. Прийнятий Парламентом Республіки Комі 6 червня 1994 року. Зареєстрований під № 154 у Державному геральдичному реєстрі Російської Федерації.

## Опис
Прапором Республіки Комі є прямокутне полотнище, що складається з розташованих горизонтально в послідовності зверху вниз трьох смуг синього, зеленого і білого кольорів шириною в одну третину ширини прапора кожна.
Відношення ширини прапора до його довжини — 2:3.